# کاش‌آلتی (فکه)
کاش‌آلتی (به ترکی استانبولی: Kaşaltı) یک منطقهٔ مسکونی در ترکیه است که در فکه، ترکیه واقع شده‌است.